# خط أنابيب سوميد
خط أنابيب سوميد هو خط أنابيب بترول يمتد من العين السخنة على خليج السويس إلى ميناء سيدي كرير بمنطقة سيدي كرير على ساحل البحر الأبيض المتوسط بالإسكندرية، وهو يمثل بديلا لقناة السويس لنقل البترول من منطقة الخليج العربي إلى ساحل البحر المتوسط.
وهو مملوك للشركة العربية لأنابيب البترول «سوميد»، والتي تأسست وفقا للقانون رقم 7 لسنة 1974 كشركة مساهمة مصرية. وتتوزع حصص المساهمين في الشركة إلى 50 % ملك الهيئة المصرية العامة للبترول، 15% ملك شركة أرامكو السعودية، 15% ملك شركة الاستثمارات البترولية الدولية، 15% ملك الهيئة العامة للاستثمار بالكويت، و5% ملك شركة قطر للطاقة، ونقل الخط في العام المالي 2018 - 2019 أكثر من 61 مليون طن من النفط الخام.

## مواصفات الخط
يتألف خط سوميد من خطي أنابيب متوازيين طول كل منهما 320 كم وقطره 42 بوصة وهذه الخطوط مدفونة تحت الأرض ومغطاه بطبقة عزل لحماية الخط من التآكل، ويصل سمك الأنبوب عند العين السخنة إلى 30 مم ويقل تدريجيا حتى سمك 8 مم في ميناء سيدي كرير، وبعض الأماكن كالتي تحت نهر النيل يصل السمك إلى 60 مم.

## وصلات خارجية
- الموقع الرسمي لشركة سوميد.
- الموقع الرسمي للهيئة المصرية العامة للبترول.